# West Leechburg (Pensilvania)
West Leechburg es un borough ubicado en el condado de Westmoreland en el estado estadounidense de Pensilvania. En el año 2000 tenía una población de 1.290 habitantes y una densidad poblacional de 536 personas por km².

## Geografía
West Leechburg se encuentra ubicado en las coordenadas 40°37′56″N 79°37′02″O / 40.63222, -79.61722.

## Demografía
Según la Oficina del Censo en 2000 los ingresos medios por hogar en la localidad eran de $38,167 y los ingresos medios por familia eran $44,000. Los hombres tenían unos ingresos medios de $40,875 frente a los $21,944 para las mujeres. La renta per cápita para la localidad era de $20,192. Alrededor del 5.1% de la población estaba por debajo del umbral de pobreza.